# Love Her Madly
«Love Her Madly» (укр. Кохай її до безтями) — пісня каліфорнійського гурту The Doors, написана Роббі Крігером, яка була видана першим синглом на підтримку шостого студійного альбому L.A. Woman, навесні 1971-го року. Сингл піднявся до 11 сходинки чарту Billboard, тим самим ставши першою за два роки піснею гурту, яка змогла піднятися у TOP-20. Також сингл став шостим у Австралії та четвертим у Нідерландах.
Саме видання примітне тим, що на зворотню сторону синглу потрапила ексклюзивна пісня «(You Need Meat) Don't Go No Further» — бо, як правило, на синглах «The Doors» були присутні композиції з трек-листу альбому. Цей бісайд — кавер-версія пісні Віллі Діксона. Вокальні партії виконав Рей Манзарек.

## Композиції синглу
Сторона А
1. Love Her Madly (3:20)

Сторона Б
1. (You Need Meat) Don't Go No Further (2:49)

## Додаткові факти
- У 2000 році, для трибют-альбому Stoned Immaculate, троє учасників оригінального складу «Doors» — Манзарек, Денсмор та Крігер записали нову версію «Love Her Madly» з вокалом Бо Діддлі.
- Пісня звучить у культовому фільмі 90-х Форрест Гамп, хоча на саундтрек до нього вона на потрапила.

## Над записом працювали
The Doors
- Джим Моррісон — вокал, тромбон
- Роббі Крігер — гітари
- Рей Манзарек — клавішні
- Джон Денсмор — барабани

Запрошений музикант
- Джеррі Шефф — бас-гітара

## Позиції в чартах
| Чарт (1971)                        | Найвище місце |
| ---------------------------------- | ------------- |
| Go-Set National Top 60 (Австралія) | 6             |
| Dutch Top 40 (Нідерланди)          | 4             |
| RPM Top 100 Singles                | 3             |
| U.S. Billboard Hot 100             | 11            |
| U.S. Cashbox Top 100 Singles       | 7             |

## Виноски
1. ↑  «21 August 1971 Singles» [Архівовано 29 березня 2007 у Wayback Machine.]. Go-Set Magazine (Go-Set Charts, compiled by Barry McKay, at PopArchives.com.au). Retrieved 2010-02-29.
2. ↑  Hung, Steffen. «The Doors — Love Her Madly» [Архівовано 24 жовтня 2012 у Wayback Machine.]. Dutch Charts Portal. Hung Medien. Retrieved 2010-02-28.
3. ↑  «Top Singles — Volume 15, No. 15, May 29 1971» [Архівовано 24 жовтня 2012 у Wayback Machine.]. RPM (Library and Archives Canada). Retrieved 2010-02-28.
4. ↑  «Billboard Singles». Allmusic. Rovi Corporation. Retrieved 2010-02-28.
5. ↑  «CASH BOX Top 100 Singles» [Архівовано 13 грудня 2010 у Wayback Machine.]. Cashbox Magazine, Inc. Retrieved 2010-02-28.